# How Could Hell Be Any Worse?
How could Hell be any worse? és l'àlbum de debut de Bad Religion que va veure la llum el 1981, sota el seu propi segell: Epitaph.
Va ser finançat amb un préstec de 1.000 dòlars que el pare de Brett Gurewitz els va concedir. El seu èxit els va sorprendre, fins i tot a la mateixa banda, que va vendre 10.000 còpies en menys d'un any. El so de l'enregistrament ha millorat al llarg dels anys, des de 1981. El disc va veure la llum originalment en LP, va sortir en CD com a part del recopilatori de 1991, i va ser remasteritzat el 2004.
Mentre bandes com Sex Pistols, The Clash o Buzzcocks conformaven el cap visible en els inicis del punk a Gran Bretanya, bandes com The Ramones, Black Flag, Dead Kennedys i més tard, Bad Religion van contribuir a expandir en el continent americà un moviment que transcendia l'estrictament musical i que influiria en el comportament i estil de vida de centenars de milers de joves en tot el món.
Bad Religion, formats a Califòrnia en plena ebullició del punk en aquesta zona, es van caracteritzar des dels seus inicis pel seu fort caràcter independent. Així, el grup sota el lema de "Fes-lo tu mateix" van crear el seu propi segell (Epitaph, que amb el temps es convertiria en el segell punk de referència en tot el món) i van editar el seu primer disc, How Could Be Any Worse (Epitaph, 1981), amb el qual van donar-se a conèixer, donant infinitat de concerts i convertint-se en llançadora del punk californià al costat d'altres bandes de l'escena com Social Distortion, Black Flag o Circle Jerks.
A How could be… ja deixaven l'empremta de grup amb enorme potencial, amb un disc de punk juvenil (els seus components no sobrepassaven els 20 anys) que ja esbossava els trets que els reportaria una carrera més prolifera i reeixida que la majoria dels seus companys de generació: la personal veu de Greg Graffin, les seves intel·ligents lletres i el gust per la melodia, aspecte aquest últim que els diferenciava de formacions més "hardcore" com Black Flag o Circle Jerks.
Més de dues dècades després, Bad Religion segueixen tocant temes com Fuck Armagedon…This is Hell o We're only gonna die, autèntics clàssics del punk que segueixen sonant frescos i actuals i que formen part d'aquest disc, imprescindible per a conèixer els inicis i comprendre l'evolució de la banda.

## Membres
- Greg Graffin - Vocalista
- Brett Gurewitz - Guitarra
- Jay Bentley - Baix
- Jay Ziskraut - Bateria
- Greg Hetson - Guitarra

## Llistat de Cançons
1. "We're Only Gonna Die" (Graffin) - 2:12
2. "Latch Key Kids" (Graffin) - 1:38
3. "Part III" (Bentley) - 1:48
4. "Faith in God" (Graffin) - 1:50
5. "Fuck Armageddon… This is Hell" (Graffin) - 2:48
6. "Pity" (Graffin) - 2:00
7. "In the Night" (Graffin) - 3:25
8. "Damned to be Free" (Graffin) - 1:58
9. "White Trash (2nd Generation)" (Graffin) - 2:21
10. "American Dream" (Graffin) - 1:41
11. "Eat Your Dog" (Graffin) - 1:04
12. "Voice of God is Government" (Graffin) - 2:54
13. "Oligarchy" (Graffin) - 1:01
14. "Doing Time" (Graffin) - 3:00